# William Earl Buchan
William Earl Buchan (Seattle, 9 de maio de 1935) é um velejador estadunidense, campeão olímpico.

## Carreira
Buchan consagrou-se campeão olímpico ao vencer a série de regatas da classe Star nos Jogos Olímpicos de Verão de 1984 em Los Angeles ao lado de Steven Erickson como tripulantes do Intrepid.